# Eugénie Duval
Eugénie Duval (* 3. Mai 1993 in Évreux) ist eine französische Radrennfahrerin, die vorrangig auf der Straße aktiv ist.

## Sportlicher Werdegang
2015 wurde Duval Mitglied im damaligen Team Poitou-Charentes.Futuroscope.86, für das sie bis heute (Stand 2025) an den Start geht. Im Verlauf ihrer Karriere erzielte sie zahlreiche Top-10-Platzierungen, ein Sieg blieb ihr jedoch bisher verwehrt. Das Podium erreichte sie als Etappenzweite bei der Tour de Bretagne Féminin 2016 und Etappendritte bei Kreiz Breizh Elites Féminin 2019. 
Ihr bisher wertvollstes Ergebnis war der vierte Platz bei Paris–Roubaix Femmes 2023 im Rahmen der UCI Women’s WorldTour, als eine Ausreißergruppe mit ihr den Vorsprung vor den Favoritinnen bis ins Ziel verteidigte.

## Erfolge
2018
- Bergwertung Holland Ladies Tour